# Schwabach
Schwabach è una città extracircondariale bavarese nel distretto governativo di Media Franconia.
Insieme a Fürth ed Erlangen, Schwabach appartiene all'area metropolitana di Norimberga. 
Il paesaggio di Schwabach è caratterizzato da foreste a sud, ovest e nord, la maggior parte delle quali sono designate come foreste protette.

## Storia
| 750-500 a.C. | a quest'epoca risalgono le più antiche urne funerarie trovate in loco                                                                            |
| 600-700      | prime tracce di un insediamento stabile |
| ~ 800        | Suapaha è in possesso del monastero di S. Emerano di Ratisbona                                                                                   |
| ~ 850        | la cittadina, ora denominata Suabaha, passa al monastero di Fulda                                                                                |
| 1117         | in atti pubblici si fa menzione di una 'villa suabach'                                                                                           |
| 1166         | Suabach viene donata al monastero cistercense di Ebrach; il 'Mönchshof', oggi una rinomata osteria, rimase al monastero fino al 1797             |
| 1303         | la cittadina cambia nome ancora una volta:"forum Swabach"                                                                                        |
| 1346         | Swabach passa agli Hohenzollern; si costruiscono le mura cittadine                                                                               |
| 1371         | Swabach ottiene i privilegi di città |
| 1469         | si ricostruisce la cattedrale |
| ~ 1470       | viene inventato il carattere di scrittura denominato Schwabacher                                                                                 |
| 1528         | si costruisce l'odierno municipio |
| 1633         | inizia la produzione di aghi; Schwabach è nota come 'Nadlerstadt' (città dei produttori di aghi)                                                 |
| 1723         | il fiume Schwabach tracima; record di acqua alta, finora imbattuto                                                                               |
| 1768         | viene piantata la Alte Linde; il vecchio tiglio vive ancora oggi                                                                                 |
| 1792         | 'Schwabach' passa alla Prussia |
| 1797         | Johann Wolfgang von Goethe pernotta a Schwabach.                                                                                                 |
| 1806         | 'Schwabach' passa alla Baviera |
| 1849         | Schwabach è allacciata alla ferrovia |
| 1941         | Schwabach viene bombardata |
| 1945         | 8 maggio: fine del secondo conflitto mondiale; la città è occupata dagli Americani                                                               |
| 1953         | viene ultimato lo stemma della città |
| 1972         | Schwabach diventa il più piccolo distretto urbano della Baviera                                                                                  |
| 1975         | gemellaggio con Les Sables d'Olonne |
| 1979         | Schwabach ottiene la medaglia Europa-Nostra, per gli intensi lavori di restauro e conservazione del patrimonio artistico della città             |
| 1993         | dopo il ritiro degli americani, le caserme di O'Brien Barracks vengono trasformate in quartiere residenziale e di ricerca                        |
| 1995         | 500º anniversario della Cattedrale |
| 2004         | 500º anniversario della lavorazione dell'oro |
| 2005         | Schwabach vince il concorso federale Unsere Stadt blüht auf (la nostra città sboccia): viene premiata per la riqualificazione del verde pubblico |

## Industria e artigianato

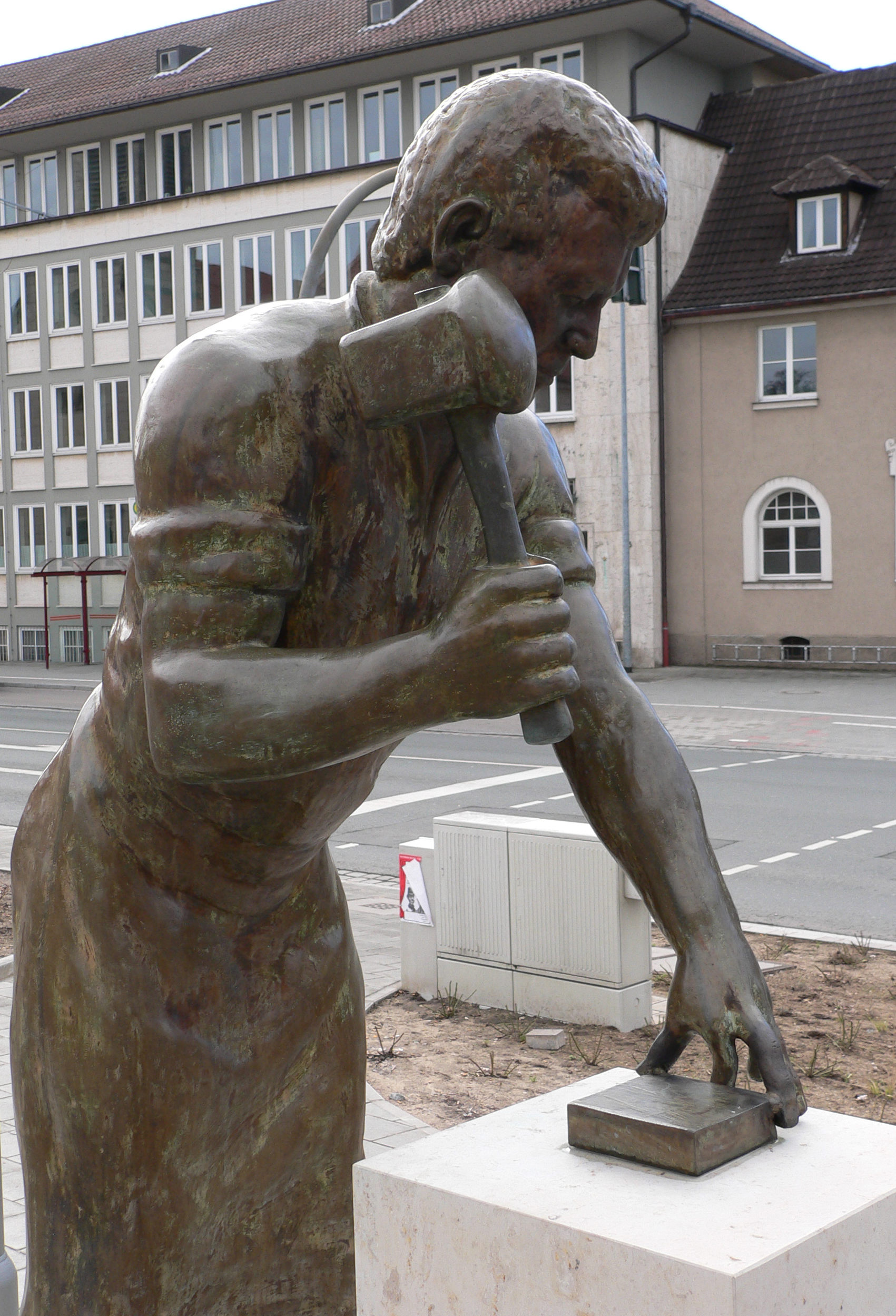
Monumento agli orefici.

Schwabach vanta un'arte orafa di tradizione centenaria, segnalandosi in particolare nella produzione di foglie d'oro.
Buckingham Palace a Londra, i campanili di molte chiese ortodosse in Ucraina, le cupole di non pochi palazzi negli Emirati Arabi e molti altri edifici sono decorati con le foglie d'oro di Schwabach.

## Amministrazione

### Gemellaggi

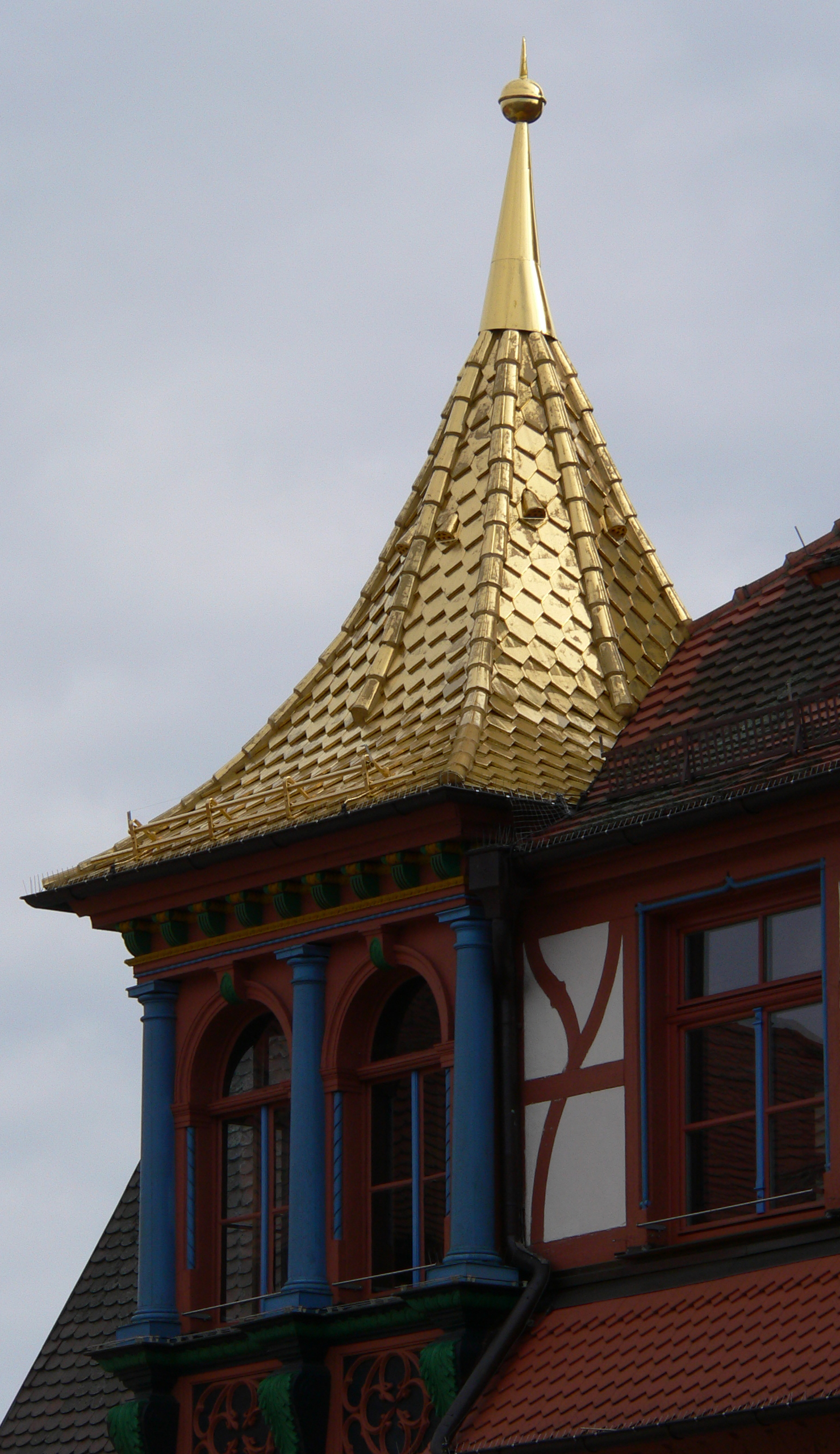
Municipio

- Les Sables d'Olonne
- Kemer
- Kalambaka